# Spoorlijn Bern - Neuchâtel
De spoorlijn Bern - Neuchâtel is een Zwitserse spoorlijn van de voormalige spoorwegonderneming Bern-Neuenburg-Bahn (afgekort BN). De BN verbindt in een nagenoeg rechte lijn over Gümmenen, Kerzers en Ins met Neuchâtel en werd daardoor ook de rechtstreekse genoemd.
Het viaduct, zoals het Gümmenenviadukt in het Zwitserse middenland genoemd wordt, is een bijzonderheid van de Bern-Neuenburg-Bahn op 1 juli 1901 geopende spoorlijn.

## Fusie
In 1997 fuseerden de Berner Alpenbahngesellschaft BLS met de Spiez-Erlenbach-Zweisimmen-Bahn (SEZ), de Gürbetal-Bern-Schwarzenburg-Bahn (GBS), de Bern-Neuenburg-Bahn (BN) en de Bern-Schwarzenburg-Bahn (BSB) en gingen verder onder de naam BLS Lötschbergbahn.
Sinds de fusie in 2006 van de Regionalverkehr Mittelland (RM) met de BLS Lötschbergbahn werd de naam BLS AG ingevoerd.

## Uitbreiding
Op 24 juni 2007 werd het tweede spoor tussen Ins en Fanelwald in gebruik genomen. Op dit deel is de maximumsnelheid verhoogd tot 160 km/h.

## Rosshäusern-tunnel
De kern van het uitbreidingsproject vormt een nieuwe dubbelsporige Rosshäusern-tunnel met een lengte van ongeveer 2,1 kilometer ter vervanging van de Rosshäusern-tunnel. 

## Elektrische tractie
De elektrificatie vond in twee etappes tussen 1923 en 1928 plaats. De lijn van de BN werd geëlektrificeerd met een spanning van 15.000 volt 16.7 Hz wisselstroom.

## Kerzers
Bahnmuseum Kerzers/Kallnach is een particuliere verzameling railvoertuigen in de buurt van het station Kerzers.